# Satelliet Suzy
Satelliet S.U.Z.Y. is een Nederlandstalige single van de Belgische band Noordkaap uit 1996.
Het tweede nummer op deze single was een "akoestische versie'' (2:50) van het nummer.
Het liedje verscheen op het album Programma '96 uit 1996.

## Meewerkende artiesten
- Producer: 
  - Wouter Van Belle
- Muzikanten:
  - Eric Sterckx (basgitaar)
  - Lars Van Bambost (elektrische gitaar)
  - Nico Van Calster (drums, percussie)
  - Stijn Meuris (Zang)
  - Wim De Wilde (Hammond, klavier, piano)
  - Wouter Van Belle (Harmonie, rhodes)
  - Yannick Fonderie (programmatie)